# محمد الربوعي
محمد شوعي الربوعي (1976؟ – 13 فبراير 2010)، كان صحفيًا وناشطًا حقوقيًا يمنيًا يعمل في صحيفة القاهرة الشهرية وقتل في منزله في مديرية بني قيس، محافظة حجة اليمنية، حيث عمل لمدة 11 عامًا في إصدار تقارير عن قضايا الجريمة والفساد. كانت مقالاته الأخيرة عن عصابة إجرامية محلية تُعرف باسم عائلة عوني، يُزعم أنها متورطة في الاتجار بالأطفال. قتل خمسة من أعضاء عصابة العوني الربوعي في 13 فبراير 2010 بعد إطلاق سراحهم من السجن بسبب هجوم سابق على الربوعي في عام 2009.
كان الربوعي واحداً من 44 صحفياً قُتلوا في عام 2010. دفعت وفاته بعض القادة السياسيين اليمنيين إلى الاجتماع لمناقشة كيفية إنهاء الاستهداف العنيف للصحفيين في اليمن. وهو أول صحفي يقتل في اليمن منذ الوحدة عام 1990.

## بيانات شخصية
عاش الربوعي في مديرية بني قيس بمحافظة حجة وعمل في صحيفة القاهرة أحد عشر عاما قبل مقتله عام 2010. كان يبلغ من العمر 34 عامًا وقت وفاته.

## مسيرته
نُشرت أعمال الربوعي الصحفية في عدة منافذ. وكانت آخر مقالاته تنشر في «القاهرة» وهي صحيفة شهرية مرتبطة بحزب التجمع اليمني للإصلاح السياسي المعارض. عمل الربوعي على كشف الفساد في صفوف الجماعات الإرهابية. إحدى القصص المعينة التي تتبعها الربوعي كانت قصة العصابة المتطرفة المعروفة باسم عائلة عوني، تم اتهامهم بالاتجار بالأطفال. ووفقا لنيوزواتش، تلقى محمد الربوعي عدة تهديدات بالقتل من العصابة لكي يتوقف عن نشر المقالات.

## وفاته
كانت نفس العصابة التي قتلت الربوعي في 13 فبراير / شباط 2010 قد هاجمته من قبل واعتقلت وسجنت وأفرج عنها في عام 2009. وبحسب قناة الجزيرة، اقتحم خمسة رجال منزل الربوعي في مديرية بني قيس وأطلقوا النار عليه عدة مرات. تقول معظم المصادر إنه أطلق عليه النار في منزله لكن أحد المصادر أفاد بأنه أصيب بعيار ناري على «ممر جبلي». وفي مقابلة مع لجنة حماية الصحفيين، أفاد مدير الأمن عبد الرزاق باعتقال خمسة أشخاص وتورطهم في جريمة القتل. يعتقد عبد الرزاق أن القتل كان انتقاما لمقالات الربوع التي تحدثت عن جرائم العائلة، والتي كتبها قرب نهاية حياته. تتكون عائلة عوني من أحمد عوني وأبنائه الأربعة. ووفقًا للجنة حماية الصحفيين، فقد تم اعتقال عائلة عوني في عام 2009 بتهمة الاعتداء على الربوعي، ولكن لم يتم توجيه تهم إليهم في المحكمة وتم إطلاق سراحهم في نهاية المطاف.
في 2021، أقدم مسلحون في محافظة حجة، على دهس شقيق محمد الربوعي ذي الثلاثين من العمر، أثناء عودته إلى منزله بمديرية بني قيس، وذلك بعد نحو 12 عاماً من قيام ذات العناصر بقتل الصحفي محمد الربوعي، دون اتخاذ أي إجراءات قانونية بحقهم.

## التأثير
كان الربوعي أول صحفي يقتل في اليمن منذ الوحدة عام 1990. بعد وفاة الربوعي بوقت قصير، اجتمع صحفيون يمنيون ومحامون وآخرون لمناقشة أفكار من شأنها وقف استهداف الصحفيين والعنف ضدهم. وقال عبد الباري طاهر أحد المشاركين إن الصحفيين سواء كانوا زوارا أو مواطنين هم «مسؤولية الدولة». كما دفعت وفاته بعض القادة السياسيين اليمنيين إلى الاجتماع لمناقشة كيفية إنهاء الاستهداف العنيف للصحفيين في اليمن. كما أقام بعض الصحفيين في صنعاء اعتصاما للتنديد بمقتله.

### ردود الفعل
قال رئيس تحرير مجلة القاهرة التي عمل فيها الربوعي: "كان الربوعي شجاعًا وملتزمًا بمهمته الصحفية. . . لقد اكتشف العديد من قضايا الفساد خلال مسيرته المهنية وتلقى العديد من التهديدات بالقتل، ولكن لم يفكر مرة واحدة في التوقف عن العمل." وقالت توكل كرمان، الصحفية ورئيسة "صحفيات بلا قيود" والحائزة على جائزة نوبل للسلام لعام 2011: "المعركة الحقيقية هي بين هؤلاء الصحافيين والإرهابيين لأن الصحفيين هم المعارضون الحقيقيون للإرهاب والتطرف. إنهم يمثلون ثقافة السلام والحوار والتعايش. وأضافت: "كل يوم في حياة الصحفي (اليمني) هي معركة ضد الإرهابيين والمتطرفين".
أصدرت نقابة الصحفيين اليمنيين بيانًا عقب مقتله، قالت فيه المنظمة: «لن نترك أقلامنا أبدًا، ولن نسمح لجرائم القتل بالفرار من وجه العدالة، ولن نترك الصحفيين يواجهون التهديدات وحدهم». بعد وفاة الربوعي، أصدرت لجنة حماية الصحفيين بيانا جاء فيه: «نشعر بالحزن لمقتل محمد الربوعي ونقدم تعازينا لأسرته وزملائه. ونحث السلطات على التحرك بسرعة لضمان محاسبة الجناة».